# Martinet pygmée
Tachornis furcata
Espèce
Synonymes
- Micropanyptila furcata Sutton, 1928
(protonyme)

Statut de conservation UICN

 LC  : Préoccupation mineure
Le Martinet pygmée (Tachornis furcata) est une espèce d'oiseaux de la famille des Apodidae.

## Répartition
Cet oiseau fréquente le pourtour du lac de Maracaibo.